# Prins Heinrichøya
Prins Heinrichøya est une île norvégienne située au Svalbard.
L'île se trouve sur la côte sud du Kongsfjorden sur la Terre d'Oscar II. Elle est nommée d'après le prince Heinrich de Prusse,. L'île de Prins Heinrichøya, ainsi que les sept îles de l'archipel des Lovénøyane, Mietheholmen et Eskjeret ont été inclus dans la Réserve ornithologique de Kongsfjorden en 1973. 